# Феномены
Феномены — второй студийный альбом российской поп-певицы Юлианны Карауловой, выпущенный 17 ноября 2017 года.

## Список композиций
| №                   | Название                        | Длительность |
| ------------------- | ------------------------------- | ------------ |
| 1.                  | «Просто так»                    | 3:56         |
| 2.                  | «Феномены»                      | 3:52         |
| 3.                  | «Лучший враг»                   | 3:19         |
| 4.                  | «Параноик»                      | 3:00         |
| 5.                  | «Любовники»                     | 3:26         |
| 6.                  | «Не верю»                       | 3:01         |
| 7.                  | «Весь мир»                      | 3:25         |
| 8.                  | «Не верю (Andrey Cherny Remix)» | 3:16         |
| Общая длительность: | Общая длительность:             | 27:00        |

## Видеоклипы
- «Не верю» (вып. 5 июля 2017 года, реж. Алексей Голубев)[3];
- «Просто так» (вып. 14 декабря 2017 года, реж. Леонид Колосовский)[4];
- «Лучший враг» (вып. 18 февраля 2019 года, реж. Леонид Колосовский)[5].

## Критика
Алексей Мажаев из InterMedia считает, что альбом «Феномены» должен был стать важной и своеобразной вехой в творчестве певицы после начала плодотворного сотрудничества с новым продюсером — Яной Рудковской. Но «главные плоды сотрудничества», по мнению Мажаева, здесь искать не следует. Критик отмечает увеличение присутствия Юлианны Карауловой на экране, клипы исполнительницы стали более яркими, чем прежде — «в роликах она то предстаёт голой и на мотоцикле, то убивает кого-то, то бегает в эффектном золотом платье. При этом платье запоминается, а сами песни — хуже». Особое внимание Алексей уделяет заглавной композиции альбома «Просто так», которою слушатели полюбят легко за огромное наличие обаяния в отличие от остальных, где Караулова пытается создать что-то новое в стиле исполнения, но хитового потенциала немного не хватает.
Алексей Мажаев также заметил, что каких-либо значимых изменений в музыкальной стилистике Юлианны Карауловой смена продюсера не повлекла: «Она по-прежнему исполняет поп-композиции без особых претензий, но вполне качественные: приятные мелодии, толика юмора в текстах и отсутствие вызывающей, отпугивающей модности делает певицу понятной и близкой народу. Например, песню „Феномены“ можно принять за композицию группы „Серебро“, но без агрессивной сексуальности. На новом альбоме есть намёки на более смелые и парадоксальные тексты, о чём говорят хотя бы названия треков „Лучший враг“, „Параноик“ и „Любовники“, однако, когда в последнем номере „любовники“ рифмуются с „наркотиками“, вся конструкция рушится и оборачивается какой-то пародией. В „Параноике“ и „Не верю“ Юлианна пытается отойти от русской поп-музыки в сторону R’n’B, но, видимо, не слишком искренне».